# Зубрильчев, Владимир Васильевич
Владимир Васильевич Зубрильчев (1 июля 1960, Нижний Тагил — 10 марта 2024) — советский и российский хоккеист, нападающий, мастер спорта СССР международного класса.

## Биография
Владимир Зубрильчев родился 1 июля 1960 года в городе Нижний Тагил (Свердловская область). Там же он начинал играть в хоккей, был победителем городских и призёром областных соревнований за призы клуба «Золотая шайба». В 1977—1978 годах выступал за нижнетагильскую команду «Спутник», игравшую во второй лиге чемпионата СССР.
В 1979—1980 годах Зубрильчев выступал за команду «Динамо» (Минск), игравшую в первой лиге чемпионата СССР по хоккею, а в 1980—1984 годах — за команду «Динамо» (Харьков), игравшую до 1982 года во второй, а с 1982 года — в первой лиге чемпионата СССР.
В 1984—1990 годах Владимир Зубрильчев выступал за команду «Динамо» (Москва), забросив 74 шайбы в 235 матчах чемпионата СССР. За это время в составе своей команды он один раз (в 1990 году) становился чемпионом СССР, три раза — серебряным призёром и один раз — бронзовым призёром чемпионата СССР. Его партнёрами по тройке нападения в разные годы были Николай Варянов, Мисхат Фахрутдинов, Игорь Дорофеев, Александр Гальченюк, Михаил Анфёров, Юрий Леонов и Анатолий Антипов. В сезоне 1984/85 Зубрильчев стал обладателем приза «Рыцарю атаки», вручаемого за наибольшее число хет-триков, а также, набрав 47 очков (23 заброшенные шайбы плюс 24 результативные передачи), занял третье место среди лучших бомбардиров чемпионата СССР по системе «гол+пас».
В декабре 1985 года — январе 1986 года в составе московского «Динамо» Зубрильчев участвовал в «Суперсерии 1985/1986» — турне советских хоккейных команд ЦСКА и «Динамо» (Москва) по Северной Америке. Он принял участие во всех четырёх встречах «Динамо» (с «Калгари Флэймз», «Питтсбург Пингвинз», «Бостон Брюинз» и «Баффало Сейбрз»), сделав одну результативную передачу.
В 1984—1986 годах Зубрильчев принял участие в девяти товарищеских матчах сборной СССР (шесть матчей со сборной Чехословакии, два матча со сборной ГДР и один со сборной Финляндии), забросив одну шайбу в ворота команды ГДР. Помимо этого, в 1985—1988 годах он выступал за вторую сборную СССР.
В 1991—1992 годах Зубрильчев выступал за хоккейный клуб «Краковия» из города Краков (Польша), также играл в Югославии и Болгарии. В 1992—1994 годах провёл несколько матчей за «Динамо-2» (Москва). В 1997—1998 годах выступал за московский ЦСКА, за который сыграл четыре матча, сделав одну результативную передачу.
Владимир Зубрильчев скончался 10 марта 2024 года.

## Достижения
- Чемпион СССР — 1990[1].
- Серебряный призёр чемпионата СССР — 1985, 1986, 1987[1].
- Бронзовый призёр чемпионата СССР — 1988[1].
- Финалист Кубка СССР — 1988[1].
- Финалист Кубка Лиги — 1989[1].
- Обладатель Кубка Берлина — 1986, 1988[1].